# I Street Bridge
Die I Street Bridge ist eine kombinierte Eisenbahn- und Straßenbrücke über den Sacramento River zwischen Sacramento und West Sacramento, Kalifornien. Die Fachwerk-Doppelstockbrücke führt auf der oberen Ebene die namensgebende und im Stadtraster mit dem Buchstaben I durchnummerierte Straße und auf der unteren Ebene zwei Gleise der Martinez Subdivision der Union Pacific Railroad, die auch von der BNSF Railway und Amtrak (Capitol Corridor) genutzt werden. Sie wurde bis 1911 von der Southern Pacific Company errichtet und die integrierte Drehbrücke hatte mit 3000 Tonnen den damals schwersten drehbaren Stahl-Fachwerkträger der Welt. Seit 1982 wird die Brücke im National Register of Historic Places geführt.
Sie ist die vierte Eisenbahnbrücke an dieser Stelle, deren Vorgängerbauwerke bis ins Jahr 1870 zurückreichen. Die Geschichte der Flussquerung ist eng verbunden mit der Entwicklung der östlich angrenzenden Sacramento Shops, die in der Ära der Dampflokomotiven das größte Bahnbetriebswerk im Westen der USA waren. Nach dem Abriss der meisten Bahnanlagen und Gebäude soll hier bis Ende der 2020er-Jahre ein neues Stadtviertel von Sacramento entstehen. Anfang der 2010er Jahre wurde daher der Neubau einer Straßenbrücke beschlossen, die bis 2023 einige hundert Meter flussaufwärts entstehen und die Verbindung über die für heutige Verhältnisse zu schmale Straßenebene der I Street Bridge ersetzen soll. Nach dem Rückbau der Zufahrten ist eine Nutzung der oberen Ebene für Fußgänger und Radfahrer geplant.

## Geschichte

### Erste Eisenbahnbrücke 1870 mit Anschluss an die First Transcontinental Railroad

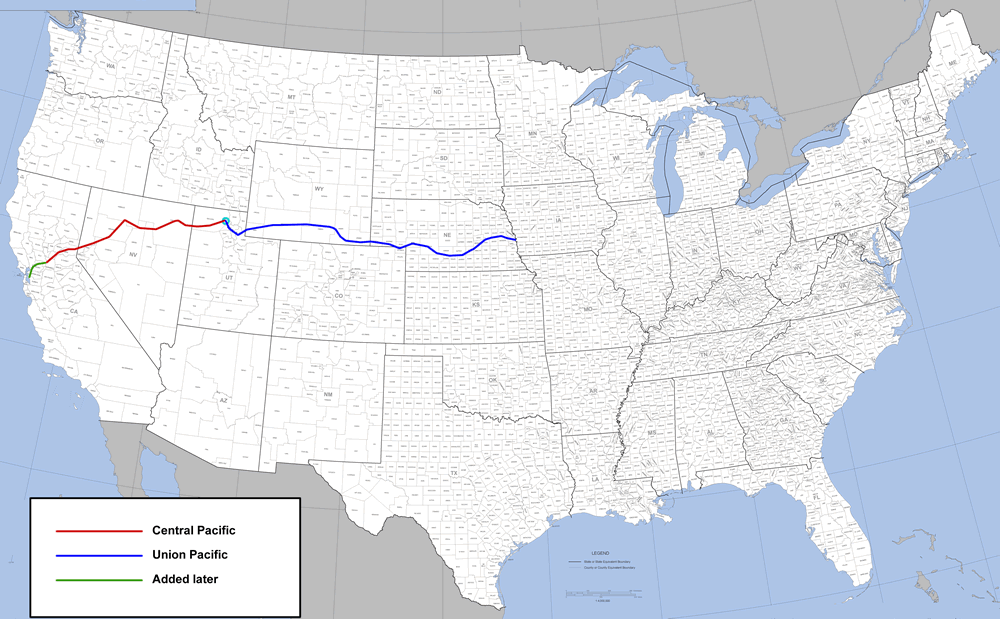
Die First Transcontinental Railroad wurde 1863–1869 zw. Kalifornien und Nebraska gebaut (Western Pacific)

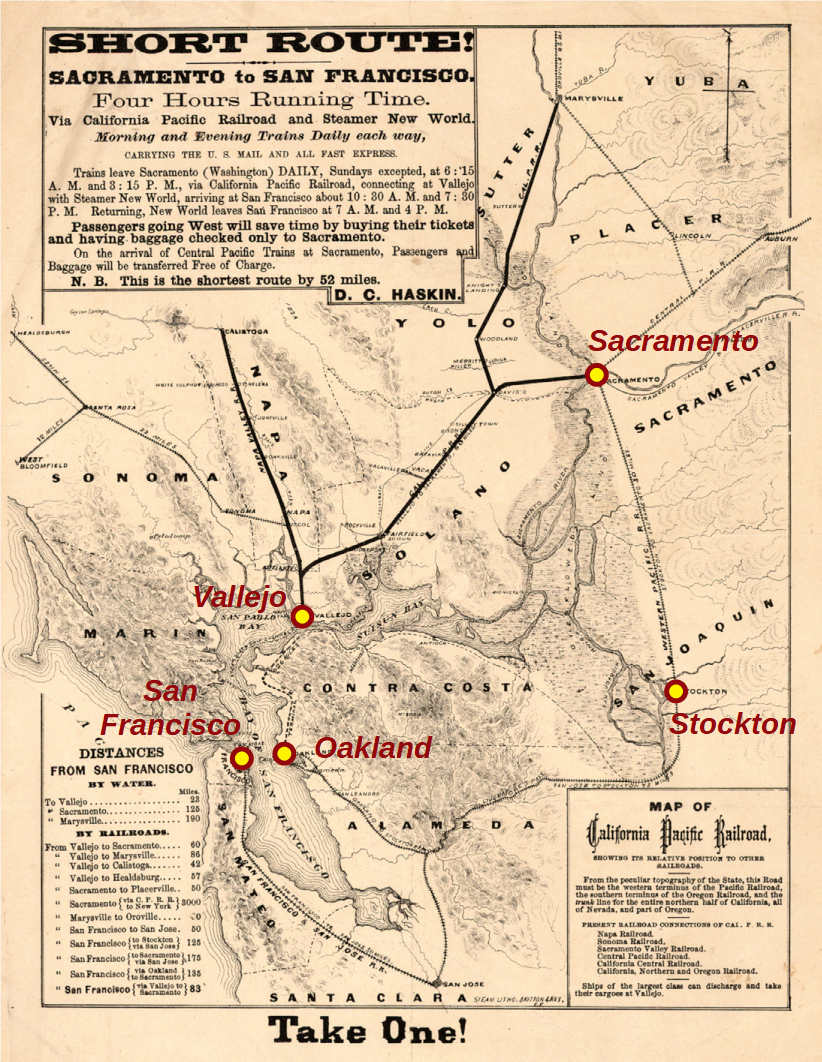
Strecke der California Pacific zwischen Sacramento und Vallejo 1869

In den 1860er Jahren entstand in den USA die erste transkontinentale Eisenbahnverbindung zwischen Kalifornien und den Siedlungsgebieten am Missouri River im Osten von Nebraska. Die beiden Hauptstrecken wurden dabei von der Union Pacific Railroad im Osten (1746 km) und der Central Pacific Railroad im Westen (1110 km) gebaut. Treibende Kraft hinter der Central Pacific war der Eisenbahningenieur Theodore Judah, der schon Mitte der 1850er Jahre den Bau einer Eisenbahnverbindung durch die Sierra Nevada vorschlug. Mit Unterstützung der später als die „Big Four“ bekannt gewordenen Investoren konnte die Central Pacific 1861 gegründet werden. Ab 1863 baute sie die Strecke zwischen Sacramento und dem Promontory Summit nahe Salt Lake City in Utah, wo diese im Mai 1869 mit dem östlichen Teil der Union Pacific verbunden wurde. Das Teilstück von Sacramento nach San Francisco baute die Western Pacific Railroad bis September 1869. Es führte über Stockton und das Alameda County nach Oakland, wo eine Fährverbindung nach San Francisco bestand. Ein Jahr später ging die Western Pacific in der Central Pacific auf, aber man suchte bereits nach einer kürzeren Verbindung nach San Francisco.
Augenmerk lag dabei auf der California Pacific Railroad, die bis 1870 eine Strecke von Vallejo nach Sacramento fertiggestellt hatte. Durch ihren Verlauf nördlich der Bucht von San Francisco reduzierte sie trotz einer längeren Fährverbindung nach San Francisco die Reisezeit deutlich. Zum Anschluss an die transkontinentale Strecke war im Westen von Sacramento der Bau einer ersten Eisenbahnbrücke über den Sacramento River nötig, die man Ende Januar 1870 fertigstellte. Sie ersetzte eine Straßenbrücke aus dem Jahre 1857, die Benutzung der neuen Holzbrücke war aber bei ruhendem Zugverkehr auch für Fuhrwerke und Fußgänger möglich. Charakteristisches Merkmal der Brücke war wie beim Vorgänger und allen Nachfolgebauten eine Drehbrücke über der Schifffahrtsrinne. Nach ersten gescheiterten Übernahmeversuchen konnte die Central Pacific 1876 schließlich die Kontrolle über die California Pacific erlangen und verkürzte dadurch ihre Verbindung in die Bay Area. Mit dem Bau einer Strecke durch das Suisun-Marsch ins östlich von Vallejo gelegene Benicia konnte die Verbindung dann nochmals verkürzt werden. Bis zum Bau der Benicia–Martinez Bridge 1930 bestand hier über die Carquinez-Straße eine Eisenbahnfähre und der weitere Streckenverlauf führte dann bis zur nächsten Fähre in Oakland; der Abschnitt von Sacramento nach Oakland ist heute Bestandteil des Capitol Corridor von Amtrak.

### Weitere kombinierte Holzbrücken und erstmals getrennte Verkehrswege ab 1895

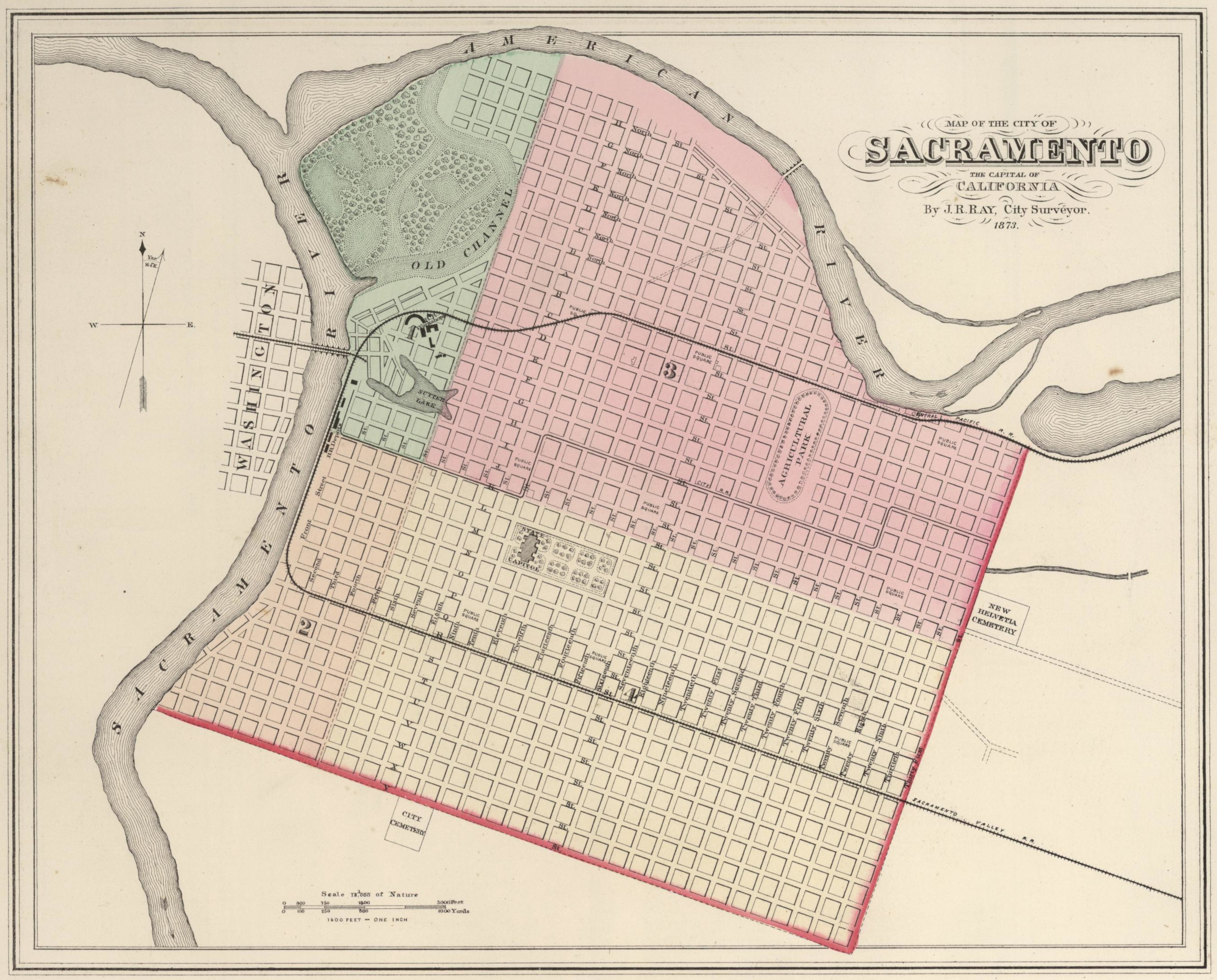
Stadtplan von Sacramento von 1873, links die Brücke über den Sacramento

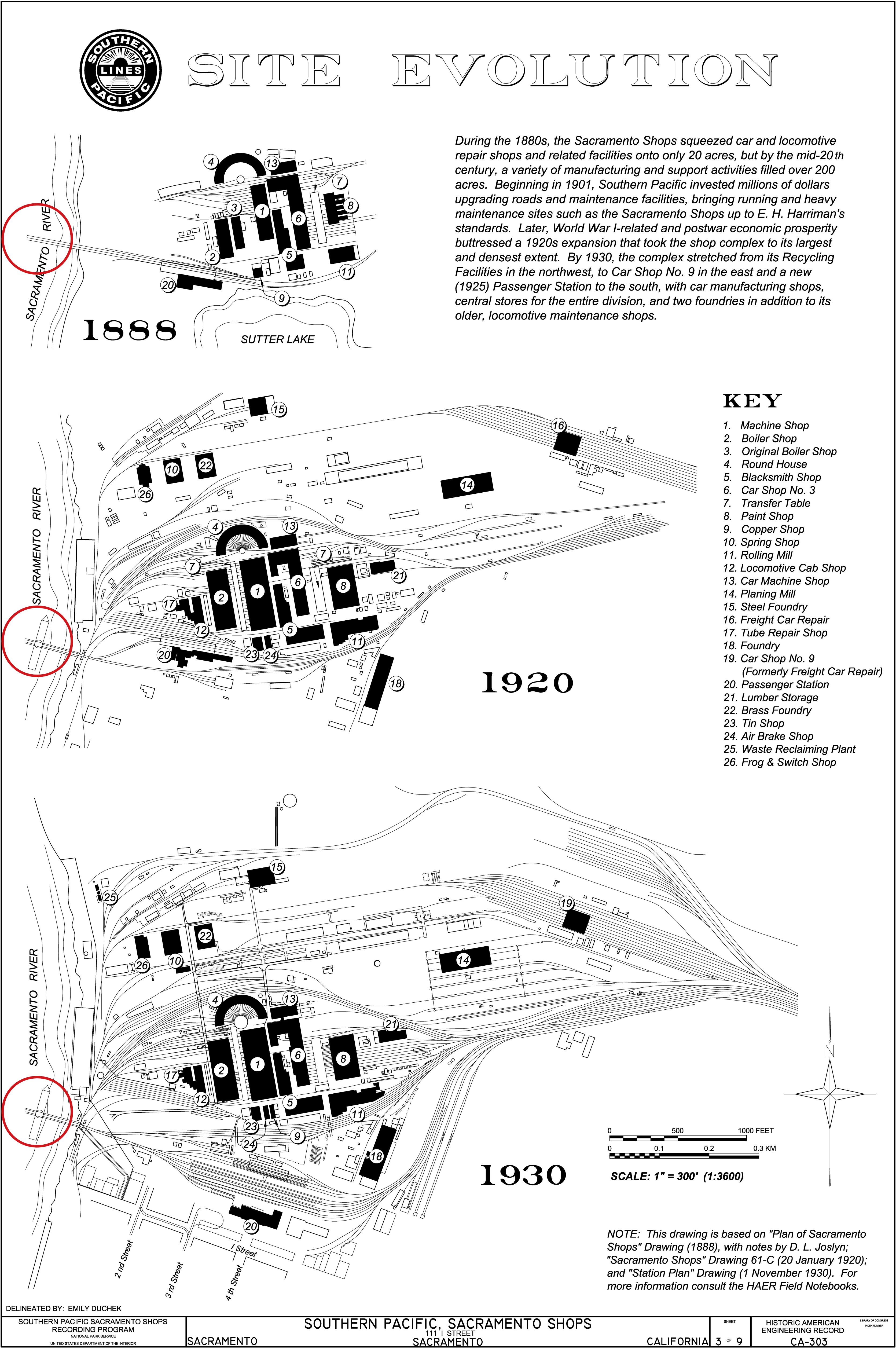
Entwicklung der Sacramento Shops; das östlich der Eisenbahnbrücke gelegene Bahnbetriebswerk der SP bestand bis in die 1990er-Jahre, heute gibt es hier nur noch den Personenbahnhof Sacramento Valley Station von Amtrak

Die Central Pacific ersetzte 1878 die alte Holzbrücke in Sacramento durch einen Neubau aus dem gleichen Material, der ebenfalls Howe-Fachwerkträger besaß (benannt nach dessen Erfinder William Howe) und auf der Gleisebene als Straßenbrücke fungierte. Infolge der Zunahme des Eisenbahnverkehrs und des damit verbundenen Ausbaus des östlich angrenzenden Bahnbetriebswerks (Sacramento Shops), sowie auch wegen der Zunahme des Straßenverkehrs über die einzige Brücke in das sich entwickelnde heutige West Sacramento (damals noch Town of Washington), entschied man sich keine zwanzig Jahre später erneut für einen Neubau, wobei erstmals mittels einer Doppelstockbrücke die Verkehrswege getrennt werden sollten. Das Sacramento und Yolo County beteiligten sich an der Finanzierung und die Brücke sollte jetzt aus Stahl gebaut werden. Streitigkeiten mit der Eisenbahngesellschaft über die Höhe der Beteiligung führten aber schließlich dazu, dass das neue Bauwerk bis Dezember 1895 erneut aus Holz errichtet wurde.

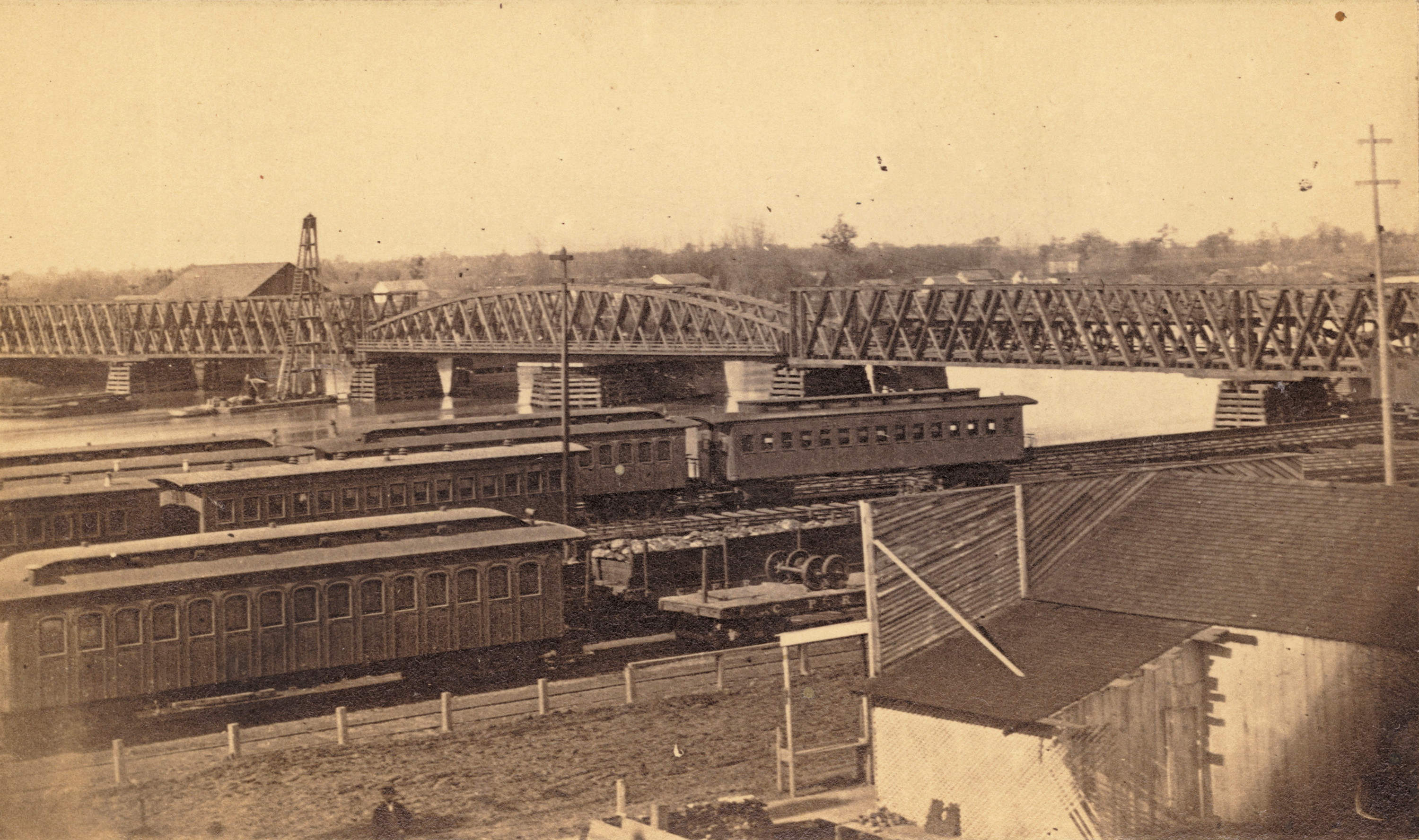
Erste Eisenbahnbrücke (1870–1878) der California Pacific, rechts Sacramento
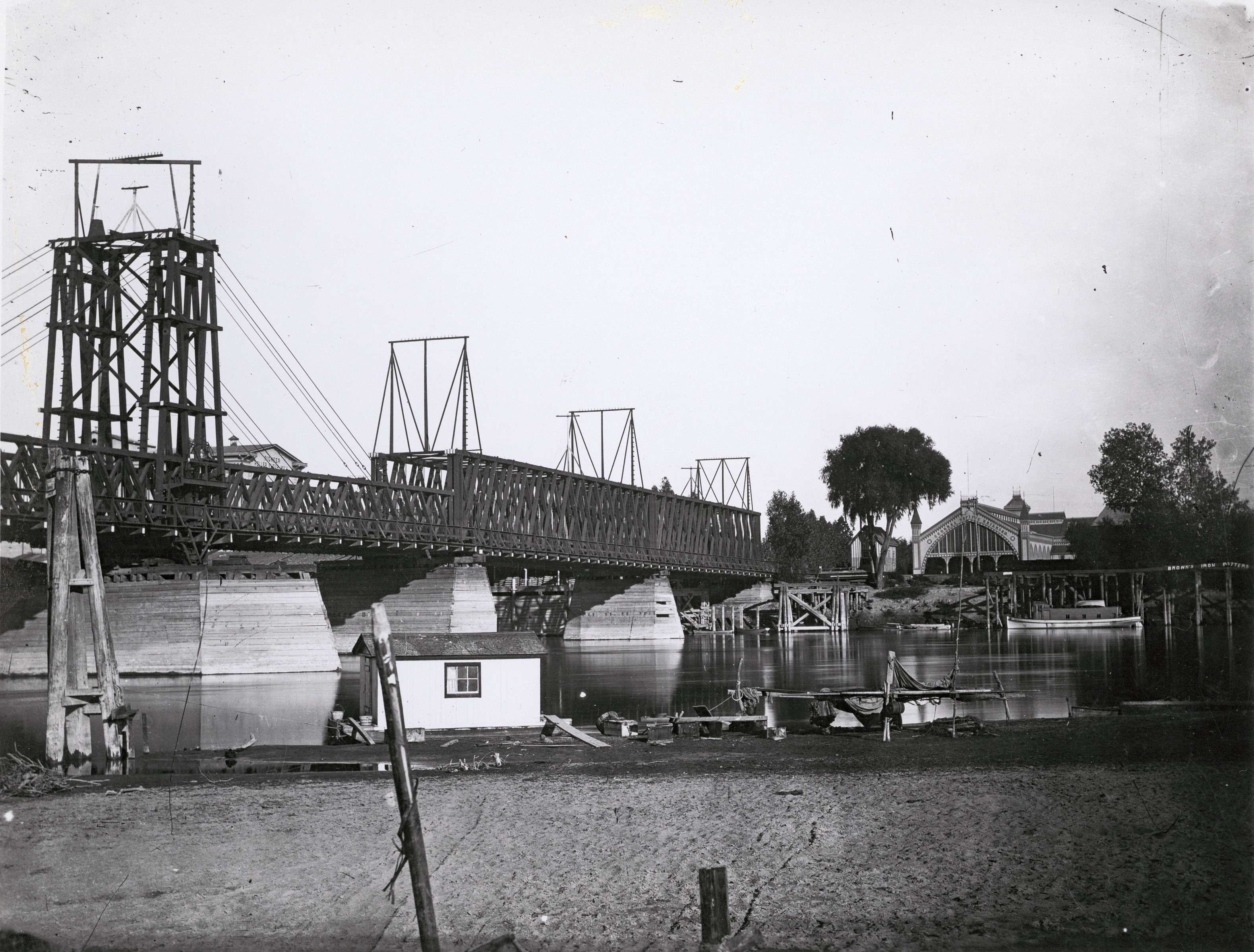
Zweite Brücke (1878–1895) der Central Pacific mit dem Personenbahnhof im Hintergrund
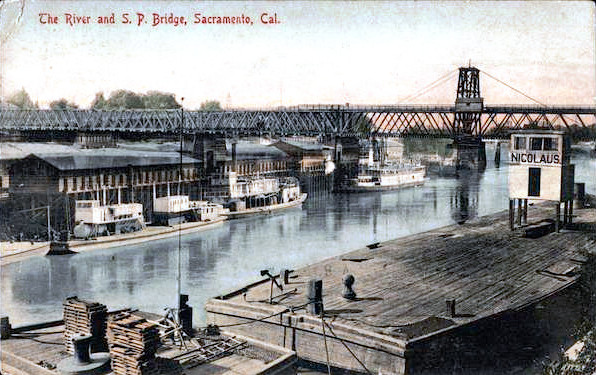
Dritte Brücke (1895–1911) der Southern Pacific Company, erste Doppelstockbrücke

Zu jener Zeit war die Central Pacific schon Teil der von den „Big Four“ 1885 als Southern Pacific Company (SP) reorganisierten Eisenbahngesellschaften Central Pacific und Southern Pacific. Anfang des 20. Jahrhunderts kam diese Gesellschaft zwischenzeitlich unter die Kontrolle der Union Pacific Railroad (UP) von Edward Henry Harriman (bis 1913), der in die Modernisierung und den zweigleisigen Ausbau der SP investierte. In diesem Zuge wurden auch die Sacramento Shops zum größten Bahnbetriebswerk im Westen der USA ausgebaut und die eingleisige Brücke über den Sacramento River musste erneut einem Neubau weichen.

### I Street Bridge der Southern Pacific Company 1911

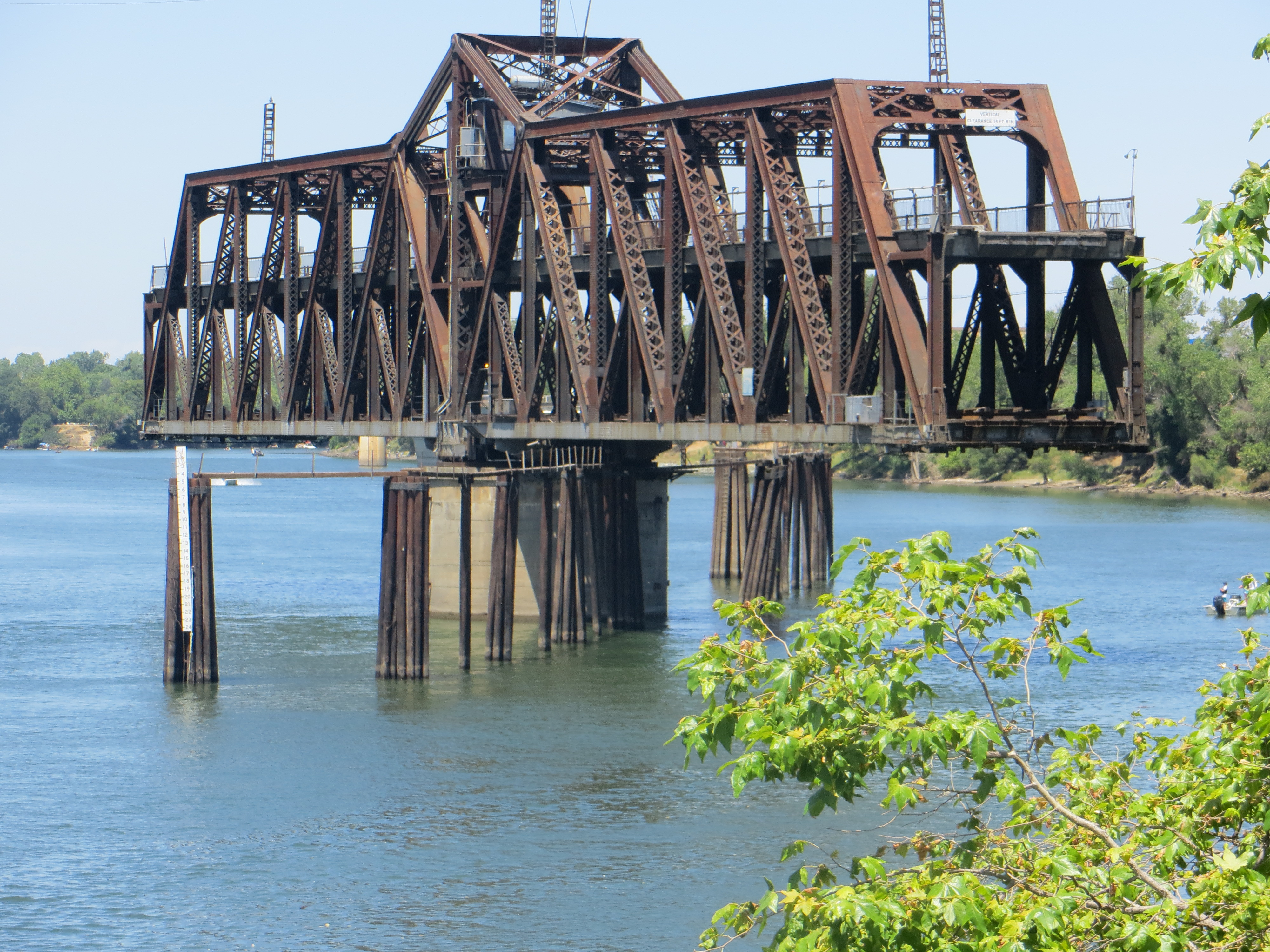
Der halb geöffnete Fachwerkträger der Drehbrücke im Jahr 2014

Die I Street Bridge wurde unter der Leitung des damaligen beratenden Ingenieurs der Harriman Lines John D. Isaacs als Stahl-Doppelstock-Fachwerkbrücke mit Drehbrücke konzipiert. Sie sollte zwei Gleise auf der unteren Ebene und die namensgebende I Street auf der oberen Ebene führen. An der Finanzierung des 786.000 US-Dollar teuren Bauprojekts beteiligten sich erneut die angrenzenden Counties. Im Gegensatz zu den vorhergehenden Holzkonstruktionen, deren Brückenpfeiler ausschließlich aus Holzpfählen bestanden, mussten für die schweren Stahlträger Stahlbetonpfeiler mittels Senkkästen im Flussbett errichtet werden, die man bis zu einer Tiefe von 17 Metern absenkte. Die Arbeiten an den Brückenpfeilern durch die Missouri Bridge & Iron Company begannen im Juni 1910, und die Southern Pacific errichtete den von der American Bridge Company hergestellten Stahlüberbau bis zum Folgejahr. Der integrierte, 120 Meter lange und etwa 3000 Tonnen schwere drehbare Fachwerkträger war damals der weltweit schwerste Träger einer Drehbrücke und wurde in der Länge nur von wenigen zweigleisigen Ausführungen wie z. B. bei der Illinois Central Missouri River Bridge (158 m, 1903) und der Willamette River Railroad Bridge (159 m, 1908) übertroffen, die aber alle leichter waren.
Bis zur Errichtung der flussabwärts folgenden M Street Bridge 1913 (später ersetzt durch die Tower Bridge) blieb die I Street Bridge die einzige Straßenbrücke nach West Sacramento. Änderungen an den Zufahrten zur Straßenebene erfolgten 1937 auf der Ostseite – hier wurde zusätzlich die aus Norden kommende Jibboom Street über ein Viadukt an die Brücke angeschlossen – und 1959 auf der Westseite, wo der Anschluss in West Sacramento von der D Street zur C Street verlegt wurde. Bis in die 1980er Jahre führte die California State Route 16, die sich in Sacramento mit dem über die Tower Bridge verlaufenden U.S. Highway 40 vereinigte, über die Brücke. Das Verkehrsaufkommen über die Straßenebene lag 2017 bei 4900 Fahrzeugen täglich (Tower Bridge ca. 12.000 Fahrzeuge), eine Benutzung für Busse und Lastkraftwagen ist aufgrund der schmalen Fahrstreifen nur eingeschränkt möglich.

Amtraks Capitol Corridor verläuft über die I Street Bridge (Sacramento) sowie in der San Francisco Bay über die Benicia–Martinez Bridge (Carquinez-Straße)

Mit dem Ausbau des Straßennetzes in den USA verlagerte sich der Personen- und Güterverkehr von der Eisenbahn zunehmend auf die Straße, was ab den 1960er Jahren die großen Bahnnetze in Nordamerika immer unrentabler machte und in der Folgezeit zu mehreren Insolvenzen und Fusionen der Eisenbahngesellschaften führte. Nach einer gescheiterten Fusion der Holdinggesellschaften der Southern Pacific und der Atchison, Topeka and Santa Fe Railway, Southern Pacific Company und Santa Fe Industries, wurde die SP 1988 zunächst an Rio Grande Industries verkauft. Im Jahr 1996 kam es schließlich zur Übernahme durch die Union Pacific Railroad, die die Brücke heute als Teil der Martinez Subdivision zwischen Roseville und Oakland für den Schienengüterverkehr betreibt; die Santa Fe Pacific Corporation fusionierte Ende 1995 mit der Burlington Northern Railroad zur heutigen BNSF Railway (Burlington Northern Santa Fe), die die Brücke ebenfalls nutzen kann. Der Personenverkehr wurde bis Anfang der 1980er Jahre vollständig von der 1971 gegründeten National Railroad Passenger Corporation übernommen, bekannt unter dem Markennamen Amtrak. Die I Street Bridge ist heute Teil des Capitol Corridor zwischen San Jose und Auburn (benannt nach dem Verlauf über die heutige und einige ehemalige Hauptstädte Kaliforniens), mit einem Verkehrsaufkommen von etwa 30 Personenzügen täglich. Einschließlich des Schienengüterverkehrs wird die Brücke täglich von insgesamt etwa 80 Zügen befahren.
Die Brücke wurde 1982 ins National Register of Historic Places aufgenommen (NRHP# 82002233). Die letzten großen Instandsetzungsarbeiten an der Fachwerkbrücke fanden 1993 statt, wobei Teile des Mittellagers und des Kontroll- und Steuerungsmechanismus der Drehbrücke ausgetauscht wurden.

### Neubau einer separaten Straßenbrücke bis 2029

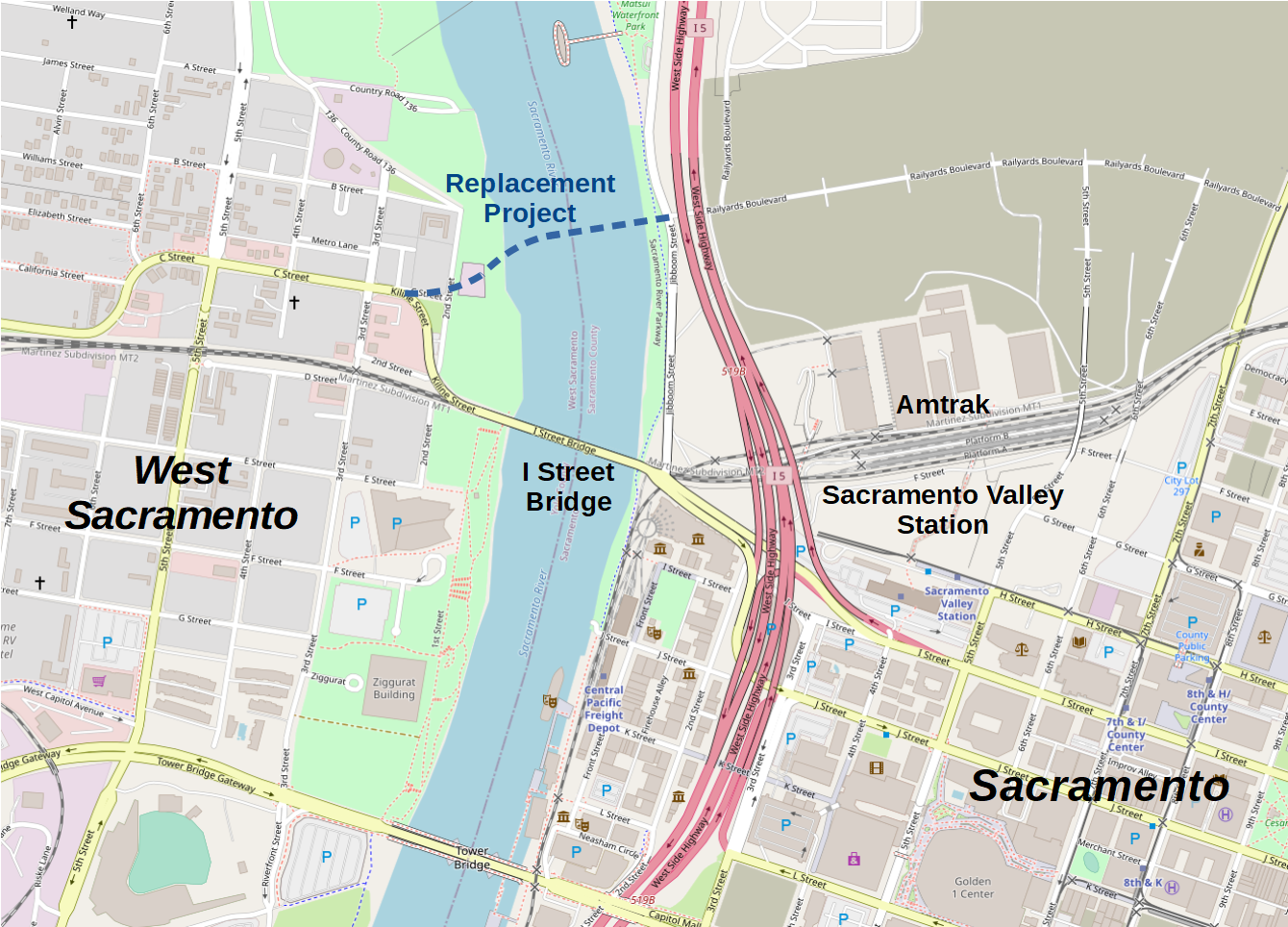
Geplante neue Straßenbrücke (Replacement Project) als Ersatz für die obere Ebene der I Street Bridge

Mit der Einführung von Diesellokomotiven ab den 1930er-Jahren und dem Ausbau des 25 Kilometer östlich gelegenen Roseville Yard, verlagerten sich die Wartungsarbeiten am Fuhrpark der SP mehr und mehr von Sacramento nach Roseville sowie auf andere Standorte. Nach der Übernahme durch die UP 1996 wurde der Roseville Yard zum Hauptdrehkreuz in Kalifornien ausgebaut, wo heute ein Großteil aller Wartungen der Diesellokflotte durchgeführt wird (im Jahr 2004 waren dies 21.000 Wartungen der insgesamt etwa 8700 Dieselloks). Dies bedeutete endgültig das Aus für die Sacramento Shops und 2015 wurden nach dem Abriss der meisten Gebäude etwa 80 Prozent des fast 100 Hektar großen Areals von der UP an private Investoren veräußert; nur Amtrak nutzt heute noch Teile für seinen Personenbahnhof Sacramento Valley Station. Im Rahmen des Sacramento Railyards Project sollen hier bis Ende der 2020er-Jahre neue Wohn- und Bürogebäude sowie u. a. auch ein Fußballstadion mit 25.000 Sitzplätzen entstehen. Vor diesem Hintergrund begannen in den 2010er-Jahren die Städte Sacramento und West Sacramento mit der Planung für eine neue Straßenbrücke, welche die über 100 Jahre alte Verbindung über die obere Ebene der I Street Bridge ersetzen soll, die mit ihrer nur 5,5 Meter breiten Fahrbahn die Anforderungen an zwei heutige Fahrstreifen (je nur 2,75 m) nicht mehr erfüllt. Im Frühjahr 2020 wurde das renommierte auf Brücken spezialisierte Ingenieurbüro Modjeski and Masters mit dem Entwurf einer als Netzwerkbogenbrücke ausgeführten Hubbrücke beauftragt. Diese sollte ursprünglich bis 2027 einige hundert Meter flussaufwärts entstehen und die C Street in West Sacramento mit dem neuen Railyards Boulevard in Sacramento verbinden. Da 2023 die Finanzierung noch nicht vollständig gesichert war, wird mit einem Baubeginn frühenstens 2025 gerechnet, die Fertigstellung könnte dann etwa 2029 erfolgen. Geplant ist dann der Rückbau der Zufahrten zur I Street Bridge und eine mögliche Nutzung der jetzigen Straßenebene für Fußgänger und Radfahrer.

## Beschreibung

### Gesamtüberblick
Das Bauwerk gliedert sich in eine 260 m lange Fachwerkbrücke und mehrere Viadukte für die Zufahrten zur Straßenebene, wobei sich zwischen der C Street in West Sacramento und der I Street in Sacramento eine Gesamtlänge von 669 m ergibt. Die Fachwerkbrücke besteht von West nach Ost aus zwei Einfeldträgern von 50,9 m Länge, einer 120,3 m langen Drehbrücke und einem weiteren Einfeldträger von 33,4 m Länge. Die Fachwerkträger sind als Baltimore truss ausgeführt, was in etwa einem parallelgurtigen Ständerfachwerk entspricht, bei dem zur Realisierung von höheren Traglasten durch weitere Streben und Ständer im unteren Bereich die Fachwerkfelder nochmals unterteilt und verstärkt werden. Für die Nutzung als Doppelstockbrücke wird die Gleisebene in Höhe der Untergurte und acht Meter darüber die Straßenebene in Höhe der Obergurte der folgenden Einfeldträger geführt – beim höheren Träger der Drehbrücke (15,2 m) in etwa in der Mitte. Die Fachwerke haben, bezogen auf ihre Mittelachsen, einen Abstand von 9,4 m und bieten unten Platz für zwei Normalspur-Gleise und darüber für eine 5,5 m breite Fahrbahn mit einem 1,5 m breiten Fußweg pro Seite.
Die Fachwerkbrücke ruht auf vier aus Stahlbeton gefertigten Strompfeilern und den Widerlagern. Die drei Pfeiler zwischen den Einfeldträgern bzw. der Drehbrücke haben Fundamentgrundflächen von 7,3 m × 18,3 m und verjüngen sich bis zur Lagerauflage auf etwa 3 m × 12 m. Der runde Pfeiler der Drehbrücke hat im oberen Bereich einen Durchmesser von 12,8 m und ein Fundament in Form eines Achtecks mit einem Durchmesser von 16,5 m. Er erreicht eine Höhe von über 25 m und ragt bei Niedrigwasser etwa fünf Meter aus dem Wasser, die lichte Höhe bis zum Untergurt der Träger beträgt etwa sechs Meter. Die Wassertiefe liegt bei Niedrigwasser in der Fahrrinne um die Drehbrücke bei mindestens drei Metern, ist aber Langzeitschwankungen durch Ablagerungen und Abtragungen unterworfen.

### Drehbrücke

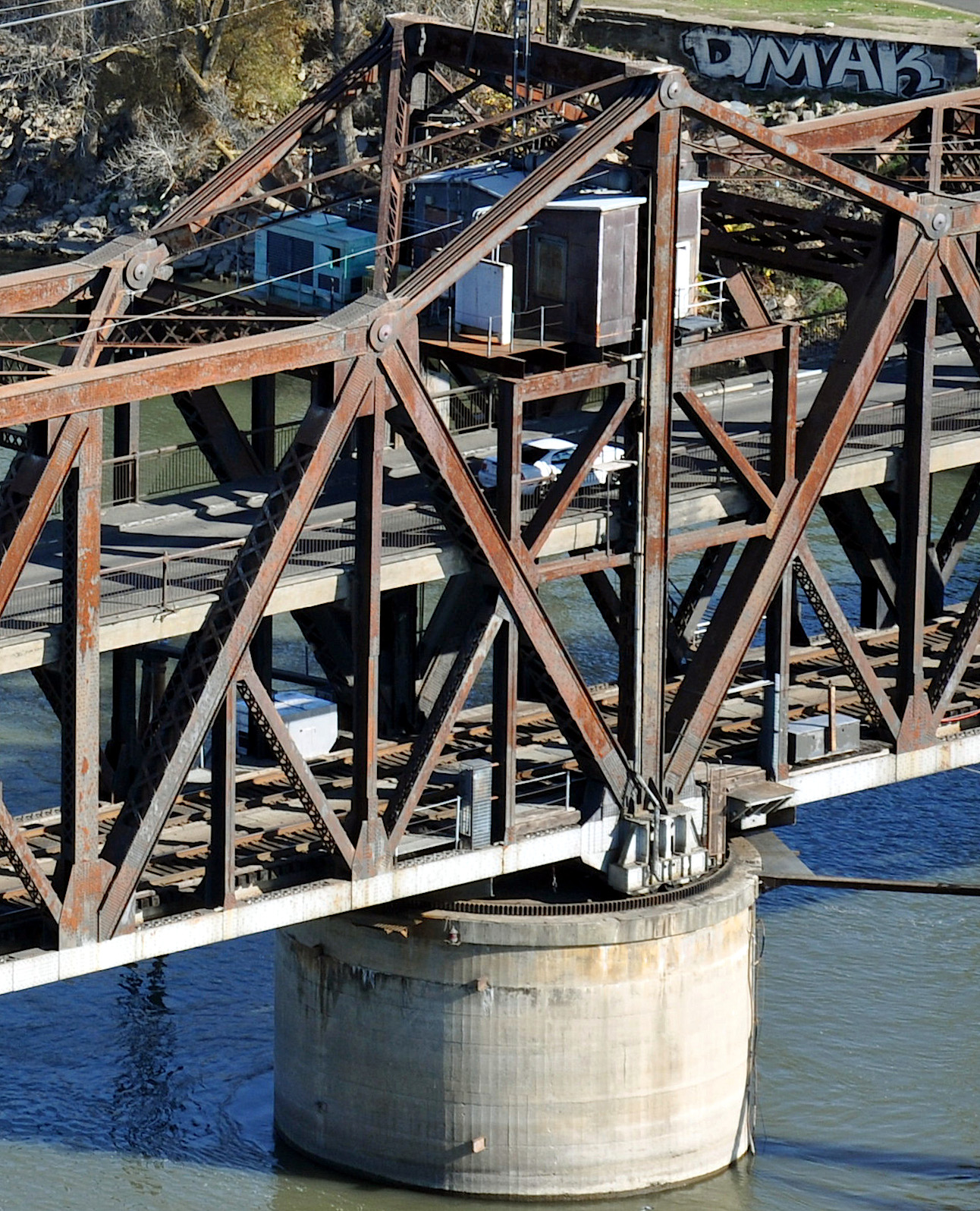
Mittelteil der Drehbrücke, oberhalb des Pfeilers der Zahnkranz und die Stabilisierungsräder, im oberen Teil des Fachwerkträgers die Augenstab-Verbindungen und das Betriebshaus

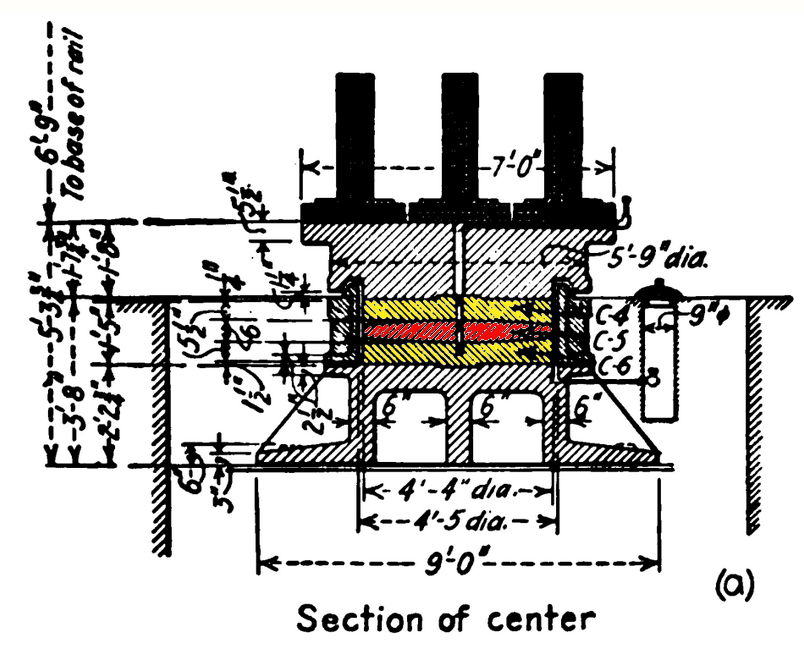
Schnittdarstellung des Mittellagers, farblich hervorgehoben sind die geschmierten Metallscheiben
(⌀ 1,3 m, Rot = Bronze, Gelb = Stahl)

Der 120,3 Meter lange Fachwerkträger der Drehbrücke hat eine Höhe von 15,2 m im Bereich der parallel verlaufenden Gurte und erreicht 20,3 m im Zentrum über dem Drehpunkt, wo die Obergurte der beiden Hälften mittels Augenstäben verbunden sind. Die Drehung des 3061 t schweren Trägers erfolgt über ein in den runden Pfeiler eingelassenes Mittellager, das aus drei 14–15 cm dicken Metallscheiben aufgebaut ist, mit Durchmessern von je 1,3 m. Die obere und untere Scheibe aus Nickel-Stahl dienen als Lagerschale und haben eine nach innen zeigende konkave Fläche, zwischen denen sich eine geschmierte beidseitig konvexe Scheibe aus Phosphorbronze befindet. Der Pfeiler besitzt zusätzlich an seinem oberen Rand einen Stahlring, der außen als Zahnkranz und innen als Lauffläche für zwölf Stabilisierungsräder fungiert; je vier an den Außenseiten der Fachwerke und je zwei pro Seite unterhalb des Trägers. Die Räder liegen im Idealfall des ausbalancierten Fachwerkträgers nicht auf dem Stahlring auf und sind nur zur Aufnahme von auftretenden Windlasten vorgesehen. Zwei Elektromotoren wirken über Getriebe auf vier Zahnräder am Zahnkranz ein, wodurch eine Drehung im oder entgegengesetzt des Uhrzeigersinns möglich ist. Im geschlossenen Zustand wird der Träger durch Vorrichtungen mit beweglichen Keilen am Ende und in der Mitte fixiert, die dann die Auflager bilden. Die ursprünglich über Elektromotoren betrieben Mechanismen wurden 1993 durch hydraulische Vorrichtungen ersetzt. Das Zurückziehen der Keile und die Drehung des Trägers um 90 Grad benötigt etwa 2,5 min, die Steuerung erfolgt von einem Betriebshaus aus, das sich oberhalb der Straßenebene direkt über dem Drehpunkt befindet und täglich von einem Mitarbeiter der UP besetzt ist.

### Zufahrten

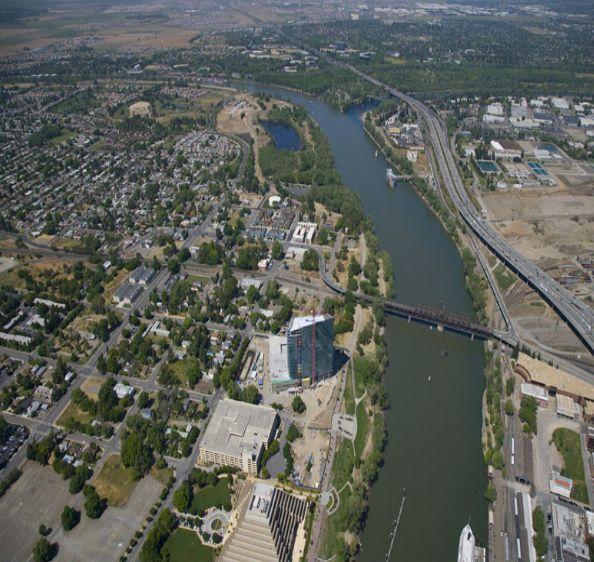
Luftbild der I Street Bridge von 2014 (Blick nach Nord), rechts parallel zum Sacramento River die Zufahrt der Jibboom Street und daneben die Interstate 5, oben die Mündung des American River

Die Höhe der unteren Gleisebene entspricht der Höhe des angrenzenden Gleisverlaufes und die Brücke beginnt bzw. endet für den Eisenbahnverkehr an den entsprechenden Widerlagern. Zur acht Meter höheren Straßenebene führen mehrere Viadukte, die im Verlauf des über hundertjährigen Bestehens der Brücke mehrfach geändert und erweitert wurden. Auf der Westseite in West Sacramento beschreibt das etwa 170 m lange Viadukt eine S-Kurve und schließt die nördlich etwa parallel verlaufende C Street an die Straßenebene an, die in beide Richtungen befahrbar ist. Auf der Ostseite in Sacramento existieren drei Viadukte, die sich vor der Fachwerkbrücke an einer Kreuzung in Höhe der Straßenebene vereinigen. Die Zufahrt erfolgt von der südlich versetzten I Street über ein Viadukt, das unterhalb der Interstate 5 (I-5) endet; Länge etwa 240 m. Die Abfahrt ist nur zur südlich folgenden Parallelstraße J Street möglich, das entsprechende etwa gleich lange Viadukt endet hier parallel zur I-5 und ist Teil der Abfahrt von der Interstate. Aus Norden ist zusätzlich die Zu- und Abfahrt über ein etwa 200 m langes Viadukt von der Jibboom Street aus möglich, das parallel zur I-5 verläuft.